# Alectra
Alectra es un género  de plantas fanerógamas perteneciente a la familia Orobanchaceae, antes incluido en Scrophulariaceae.  Comprende 79 especies descritas y de estas, solo 41 aceptadas.

## Descripción
Son hierbas anuales, erectas,  que alcanza un tamaño de 30–100 cm de alto; tallos pilosos. Hojas subopuestas, ovadas a deltadas, 1.6–4 (–7.3) cm de largo y 0.8–2.7 cm de ancho, reducidas apicalmente, margen crenado a dentado, escabrosas en la haz, escabriúsculas en el envés, con tricomas aciculares de bases multicelulares; sésiles o con pecíolos de hasta 2 mm de largo. Flores solitarias en las axilas de las hojas o a veces en racimos, pedicelos 1–2 mm de largo, glabros, con bractéolas solitarias e hirsutas cerca del ápice del pedicelo; cáliz 5-lobado, campanulado, 8–12 mm de largo, hirsuto, los lobos unidos hasta el medio, acrescentes, rompiéndose en fruto; corola campanulada, 10–13 mm de largo, amarilla; estambres fértiles 4, didínamos; estilo circinado en la yema, estigma emarginado. Cápsula deprimido-globosa, loculicida; semillas profundamente reticuladas.

## Taxonomía
El género fue descrito por Carl Peter Thunberg y publicado en Nova Genera Plantarum 4: 81–82. 1784.    La especie tipo es: Alectra capensis Thunb. 

## Especies seleccionadas
- Alectra aberdarica
- Alectra abyssinica
- Alectra alba
- Alectra alectroides
- Alectra angustifolia